# World Wide Live (vidéo)
Pour l'album, voir World Wide Live.
Albums de Scorpions
First Sting
(1985) To Russia With Love
(1988)
World Wide Live est une vidéo du groupe de hard rock Scorpions sortie en 1985, la seconde après First Sting sortie la même année.
Cette vidéo reprend la tournée mondiale de l'album Love at First Sting qui s'étend sur plus de deux années (1984-1985) et complète l'album live éponyme. Réalisé à l'apogée de la popularité des Scorpions, World Wide Live obtint un large succès et fut rapidement certifié vidéo d'or aux États-Unis. Encore aujourd'hui, cette vidéo reste la vidéo de référence des Scorpions.

## Liste des pistes
1. "Coming Home"
2. "Blackout"
3. "Big City Nights"
4. "Loving You Sunday Morning"
5. "No One Like You"
6. "Holiday"
7. "Bad Boys Running Wild"
8. "Still Loving You"
9. "Rock You Like a Hurricane"
10. "Dynamite"
11. "I'm Leaving You"

## Formation
- Klaus Meine : chant
- Rudolf Schenker : guitare
- Matthias Jabs : guitare
- Francis Buchholz : guitare basse
- Herman Rarebell : batterie